# Ligne A du tramway d'Orléans
Pour les articles homonymes, voir Ligne A.
La ligne A du tramway d'Orléans est une ligne de tramway française d'orientation nord-sud du réseau des transports de l'agglomération orléanaise (TAO) qui relie la station Jules Verne à Fleury-les-Aubrais à celle de Hôpital de la Source à Orléans.
Exploitée par Keolis Métropole Orléans, elle a été mise en service le 27 novembre 2000 et compte 27 stations sur 18 km de lignes.
Elle est en correspondance avec la ligne B du tramway d'Orléans à la station De Gaulle où se trouve aussi un raccordement de service entre les deux lignes.

## Histoire

### Chronologie
- 1990 : première étude sur un transport en commun en site propre ;
- 1995 : Annonce d'un projet de deux lignes de tramway ;
- fin 1995/début 1996 : Concertation préalable ;
- 1996 : Enquête publique ;
- 1997 : Construction de ligne actée ;
- juin 1997 : Choix du matériel roulant, l'Alstom Citadis ;
- juin 1997 : Avis positif de la commission d’enquête, mais avec d'importantes réserves ;
- 30 juin 1998 : Avis favorable du Conseil d'État ;
- 28 juillet 1998 : Déclaration d'utilité publique ;
- 12 octobre 1998 : Début officiel des travaux ;
- 19 janvier 1999 : Première soudure de rail ;
- mars 2000 : Livraison de la première rame ;
- juillet 2000 : Fin des travaux d'infrastructure ;
- octobre 2000 : Début des essais sur l'intégralité de la ligne ;
- 20 novembre 2000 : Inauguration ;
- 24 novembre 2000 : Ouverture au public, ligne gratuite pendant trois jours ;
- 27 novembre 2000 : Mise en service commerciale de la ligne 1 ;
- début 2001 : Renommée ligne A ;
- août 2010 : Ajout de quatre rames en renfort ;
- 31 août 2015 : Ouverture de la 25e station de la ligne ;
- 24 août 2019 : Ouverture des 26e et 27e stations de la ligne.

### Le retour du tramway à Orléans

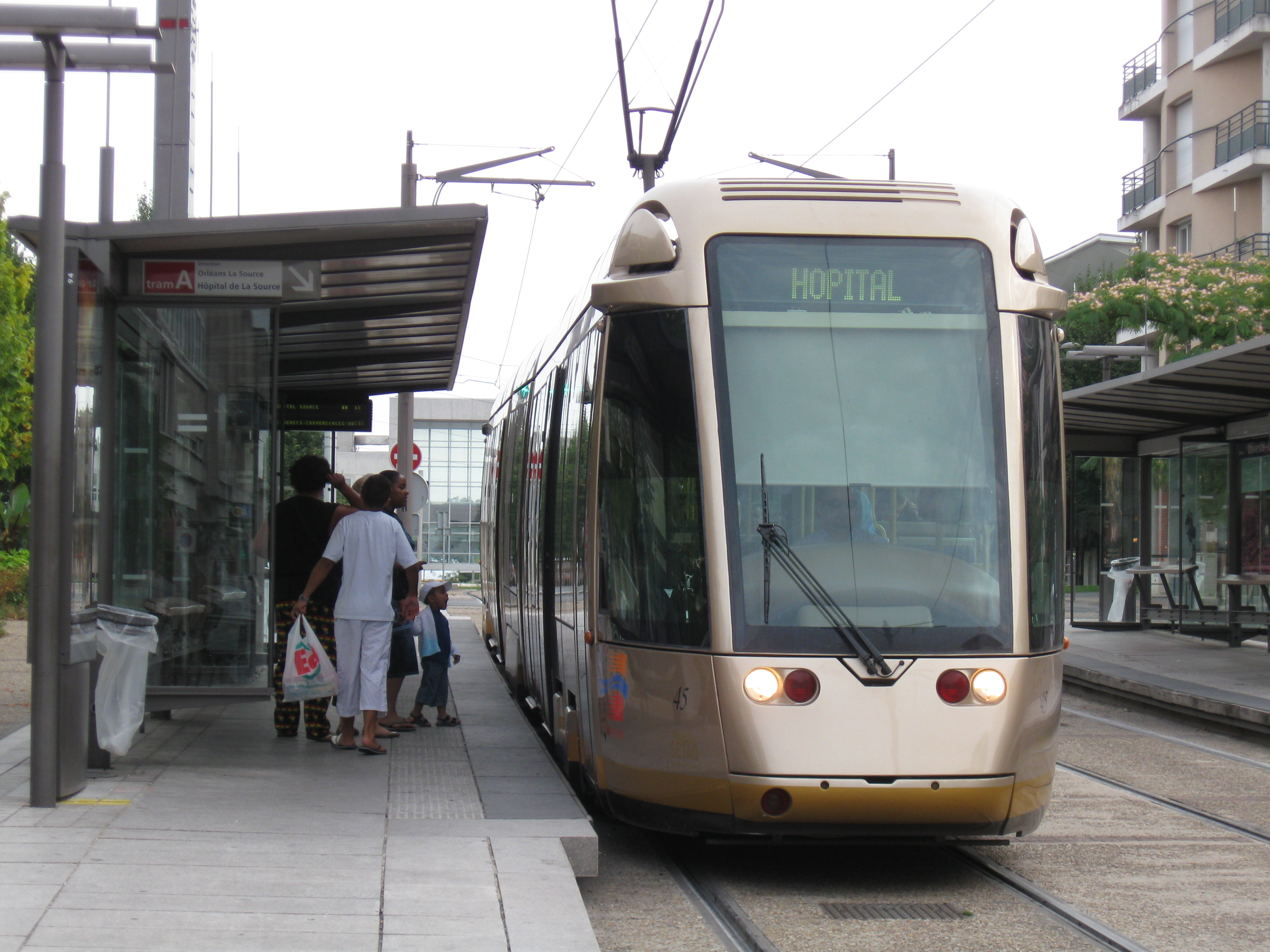
Rame Citadis 301 à la station L'Indien.

Presque quinze ans après la création de la SEMTAO en 1977, qui permit à Orléans de se doter d'un véritable réseau de bus mais qui reste peu utilisé face à la voiture individuelle, le SIVOM commande en 1990 à la SEMTAO une étude sur la réalisation d'un transport en commun en site propre qui débouche en novembre 1995 sur un projet d'un réseau constitué de deux lignes de tramway,, dont la première ligne qui sera construite est la ligne nord-sud. La concertation préalable a lieu entre fin 1995 et début 1996, suivi de l'enquête publique en 1996. Ce projet fut contesté, les opposants jugeant Orléans trop petite pour un tel mode de transport, jugeant le projet trop cher ou que le tramway est trop bruyant. On retrouve aussi des arguments concernant l'impact du tramway sur les commerces en centre-ville. La solution du Transport sur voie réservée (qui verra le jour à Caen et Nancy), que l'opposition municipale soutenait, ou l'utilisation de l'étoile ferroviaire afin de constituer un réseau de tram-train, solution défendue par le maire de Saran Michel Guérin, ont été étudiées et abandonnées.
Le tramway est conçu comme le trait d'union entre les deux parties d'Orléans : le nord qui s'est développé au XIXe siècle et le sud qui s'est développé plus récemment grâce aux zones industrielles et à l'université situé dans le quartier très excentré d'Orléans-la-Source ; il doit aider la ville à faire face à la croissance annuelle de sa population qui était à 1,4 % au moment des études, un des pourcentages les plus élevés du pays, la hausse du trafic automobile qui en découle et la stagnation de la fréquentation du réseau de bus,.
À la suite de l'enquête publique, la création de la ligne est actée en 1997 et en juin, GEC Alsthom remporte l'appel d'offres pour la fourniture du matériel roulant,. Une station supplémentaire est ajoutée à Olivet par rapport au projet d'origine. En juin 1997 toujours, la commission d'enquête émet un avis positif au projet mais avec cinq recommandations (insertion du tramway place du Martroi ou emplacement d'une station sur le campus de La Source) et deux « réserves fondamentales » : le passage par le pont George-V, la commission souhaitant que la ligne emprunte un nouveau pont et le passage par les quais, nécessitant des démolitions d'immeubles, et l'abandon de la desserte du quartier du Larry à Olivet, ce qui remettrait en cause tous les projets urbanistiques de la commune. Le président du SIVOM Jean-Pierre Sueur qualifie la position de la commission d'enquête comme « largement improvisée » et oblige le SIVOM à se réunir en juillet pour refuser ces réserves et l'oblige à retarder le début des travaux, initialement prévu pour septembre 1997.

### Construction de la ligne
Le Conseil d'État rend un avis favorable au projet le 30 juin 1998 et signe la déclaration d'utilité publique le 28 juillet de la première ligne nord-sud de 18 km, alors la plus longue de France, entre Fleury-les-Aubrais et Orléans-la-Source,,. Les premiers travaux ont lieu dans la foulée mais sont officiellement lancés le 12 octobre 1998, avec un an de retard, et durent deux ans au lieu des trois prévus,. La première soudure de rail à La Source a lieu le 19 janvier 1999 et la construction du centre de maintenance en novembre. La première rame est réceptionnée en mars 2000 et baptisée en avril du nom de Combleux, la plus petite commune de l'agglomération ; la construction de l'infrastructure est achevée en juillet. Les essais sur l'intégralité de la ligne débutent en octobre 2000 et la ligne est inaugurée le 20 novembre 2000 par le 1er ministre Lionel Jospin, ouverte gratuitement au public dès le 24 novembre et mise en service commercialement le 27 novembre. La mise en service était initialement prévue en septembre 2000, puis repoussée au début de l'automne. Le projet aura nécessité près de six millions d'heures de travail et 700 emplois.
La mise en service fut mitigée, avec un trafic plus faible que prévu, une restructuration du réseau de bus loin de faire l'unanimité et aux temps de parcours inadaptés et la non livraison de certaines rames, la dernière ne sera reçu qu'en janvier 2001. La ligne se nommait initialement ligne 1, avant de devenir la ligne A en 2001. Avec un coût de 110 millions de francs au kilomètre la ligne était à son ouverture la moins chère de France.

### Évolution
En 2006, environ 42 000 voyageurs par jour l'empruntent, en augmentation de 2,7 % par rapport à 2005. La SEMTAO envisage alors l'achat de trois nouvelles rames, ce qui ne fut pas fait ; en revanche, les quatre premières rames Citadis 302 livrées par Alstom début 2010 pour la ligne B sont affectées en renfort sur la ligne A en août 2010.
Du 27 juin au 25 août 2010, la partie nord de la ligne est interrompue afin de reconstruire la station De Gaulle et construire l'interconnexion avec la ligne B ; le chantier a été mené sans aucun retard en 53 jours.
Dès 2010, une usure prématurée des rails est constatée sur certains tronçons de la ligne. En mars 2017, sur le tronçon de l'Avenue de Paris, un rail se fissure et se soulève, coupant ainsi le trafic de la ligne en pleine journée. Le rail est rapidement remplacé, mais cet incident s'ajoute aux différents problèmes d'usure de la ligne. Par conséquent, des travaux de rénovation sont prévus pour les étés 2017 et 2018. Les travaux consistent au remplacement complet des rails, des selles de rails et du système de drainage sur le tronçon entre les stations Mouillère et Victor Hugo. Ces travaux doivent permettre ainsi de retrouver la vitesse commerciale d'origine de 70 km/h sur ce tronçon.
Le 31 août 2015, la station Hôpital - Accueil est ouverte. Son ouverture est liée à celle du nouvel hôpital d'Orléans.
Entre 2013 et 2016, Orléans Métropole a ainsi dépensé 2,2 millions d'euros et réparation, suivis de 8,4 millions entre 2017 et 2018 dont 4,6 pour le seul été 2017 où 2,4 kilomètres de lignes ont ainsi été repris ; de nouveaux travaux seront menés entre 2019 et 2020.
Au cours de l'été 2019, deux nouvelles stations sont construites, : la station Larry - Saint-Fiacre le long du quartier Larry à Olivet, tandis que le revêtement végétalisé qui avait disparu dans ce secteur après les travaux des été 2017 et 2018 est remis en place et la station CO'Met desservant le nouveau complexe qui va succéder au parc des expositions et des congrès d'Orléans.

### Coûts et financement du projet
Le projet aura coûté au total près de 1,873 milliard de francs, dont le financement devait se décomposer en 394 millions (20 % du budget) de subventions de l'État, de 650 millions d'autofinancement (33 %), 689,5 millions d'emprunts bancaires (35 %) et 240 millions d'emprunts à la caisse des dépôts et consignations (12 %). En avril 1997, la subvention étatique est supprimée.
Le financement de la ligne devait se faire sans hausse d'impôts locaux avant la suppression de la subvention de l'État, essentiellement grâce à un excédent de versement transport (VT) de 155 millions de francs et à la hausse de 1 à 1,75 % de ce même taux appliqué en 1997. Des subventions furent demandés au département et à la région, sans succès. En mars 1998, l'excédent de VT et la baisse des taux d'intérêt des emprunts permet de maintenir cette promesse d'absence de nouveaux impôts.
Les dépenses sont réparties en :
- Frais de maîtrise d’œuvre et d'ouvrage, de communication et divers : 226 millions ;
- Acquisitions foncières : 80 millions ;
- Déviations des réseaux : 101 millions ;
- Voirie et plate-forme : 367 millions ;
- Pose des voies et finitions des sols : 273 millions ;
- Éclairage et signalisation lumineuse : 36 millions ;
- Plantations : 14 millions ;
- Ouvrages d'art : 104 millions ;
- Bâtiments et stations : 18 millions ;
- Dépôts et ateliers : 89 millions ;
- Réaménagements collatéraux : 75 millions ;
- Parcs relais : 18 millions ;
- Fournitures diverses (revêtements de surface, arbres, mobilier, rails) : 216 millions ;
- Ligne aérienne de contact : 31 millions ;
- Sous-stations : 25 millions ;
- Équipements d'exploitation : 88 millions ;
- Matériel roulant : 233 millions ;
- Modifications de la voirie : 11 millions ;
- Pistes cyclables et gainage fibre optique : 52 millions.

## Tracé et stations
La ligne A est longue de 18 kilomètres et implantée intégralement en site propre.

### Tracé

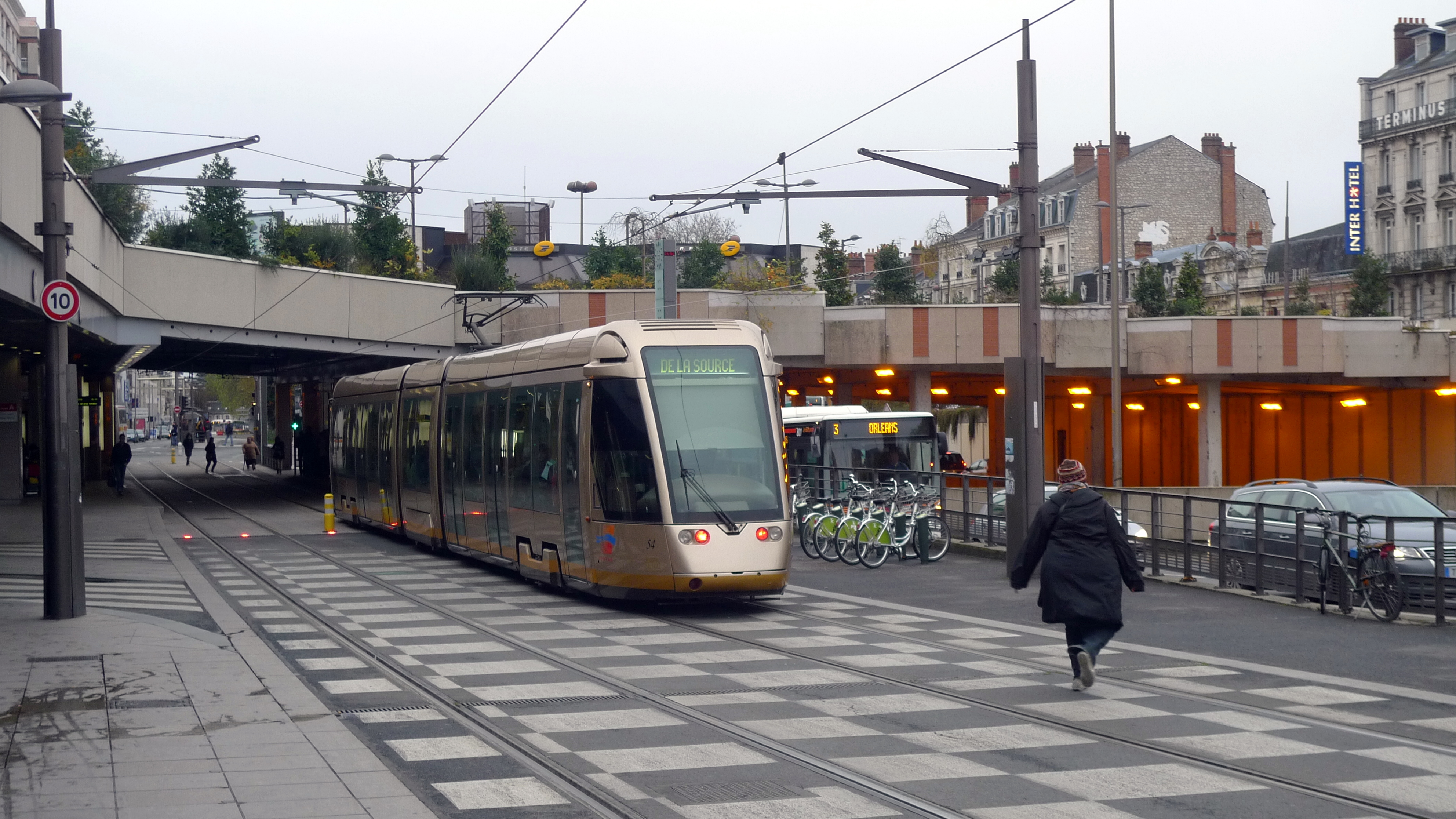
Une rame arrivant à la station Gare d'Orléans.

La ligne naît entre la rue des Fossés et la rue Condorcet à Fleury-les-Aubrais, au sud du lycée Jean-Lurçat. La ligne se dirige ensuite vers l'ouest en site propre, croise successivement le boulevard de Lamballe puis la rue Marcellin-Berthelot (D 97), puis emprunte la promenade des Tilleuls, axe piéton. La ligne emprinte ensuite la rue Gustave-Rolland puis marque une grande courbe à gauche pour rejoindre la gare des Aubrais puis continuer vers le sud le long des emprises ferroviaires par la rue Lamartine, puis franchit ces mêmes emprises par le pont de Joi par lequel elle entre dans Orléans, contourne par le sud la zone commerciale de l'avenue de la Libération puis bifurque à gauche pour re-franchir les emprises SNCF par un pont réservé à la ligne. La ligne suit ensuite la rue de la gare puis l'avenue de Paris pour rejoindre la gare d'Orléans. La ligne effectue un itinéraire tortueux boulevard de Verdun, en raison de l'emplacement de la station, de la trémie et du plateau piétonnier : la ligne marque d'abord une courbe serrée à gauche pour desservir la gare côté nord puis une grande courbe à 180° pour passer du côté sud immédiatement suivie d'une courbe à gauche pour pénétrer rue de la République. La ligne entre dans le centre historique en site entièrement piétonnier et dessert la place du Martroi puis la place de Gaulle, qui marque la fin du secteur piéton et où elle croise la ligne B ; le raccordement entre les deux lignes est placé au sud-est du croisement. La ligne emprunte un court tronçon de la rue du Tabour pour rejoindre l'axe nord-sud formé par la rue Royale et le pont George-V qui franchit la Loire, prolongé au sud par l'avenue Dauphine. La ligne suit ensuite l'avenue de la Mouillère puis, via la rue Basse Mouillère, rejoint le site propre latéral de l'avenue Roger-Secrétain qui l'emmène au Zénith et au Parc des expositions et des congrès. La ligne entre à Olivet, traverse l'avenue pour passer de l'autre côté de l'axe puis franchit le Loiret par un pont dédié, puis rejoint l'avenue Victor-Hugo et bifurque en direction du quartier d'Orléans-la-Source, d'abord par un site propre intégral au sud de la clinique de l'Archette puis passe sous l'avenue de Sologne et serpente par les rues longeant au nord la zone commerciale d'Olivet puis emprunte un nouveau site propre entièrement séparé de la circulation générale pour entrer dans l'université d'Orléans. La ligne tourne à droite et suit la rue de Tours puis l'avenue de Bolière pour rejoindre le sud du quartier via une ligne droite entrecoupée d'une courbe et d'une contre-courbe à la sortie du campus. La ligne bifurque vers l'ouest par la rue Ambroise-Paré puis remonte vers le nouvel hôpital d'Orléans en passant entre ce dernier et le centre de remisage des tramways puis, après une dernière courbe à droite, rejoint son terminus au cœur de l'hôpital.

### Principaux ouvrages d'art

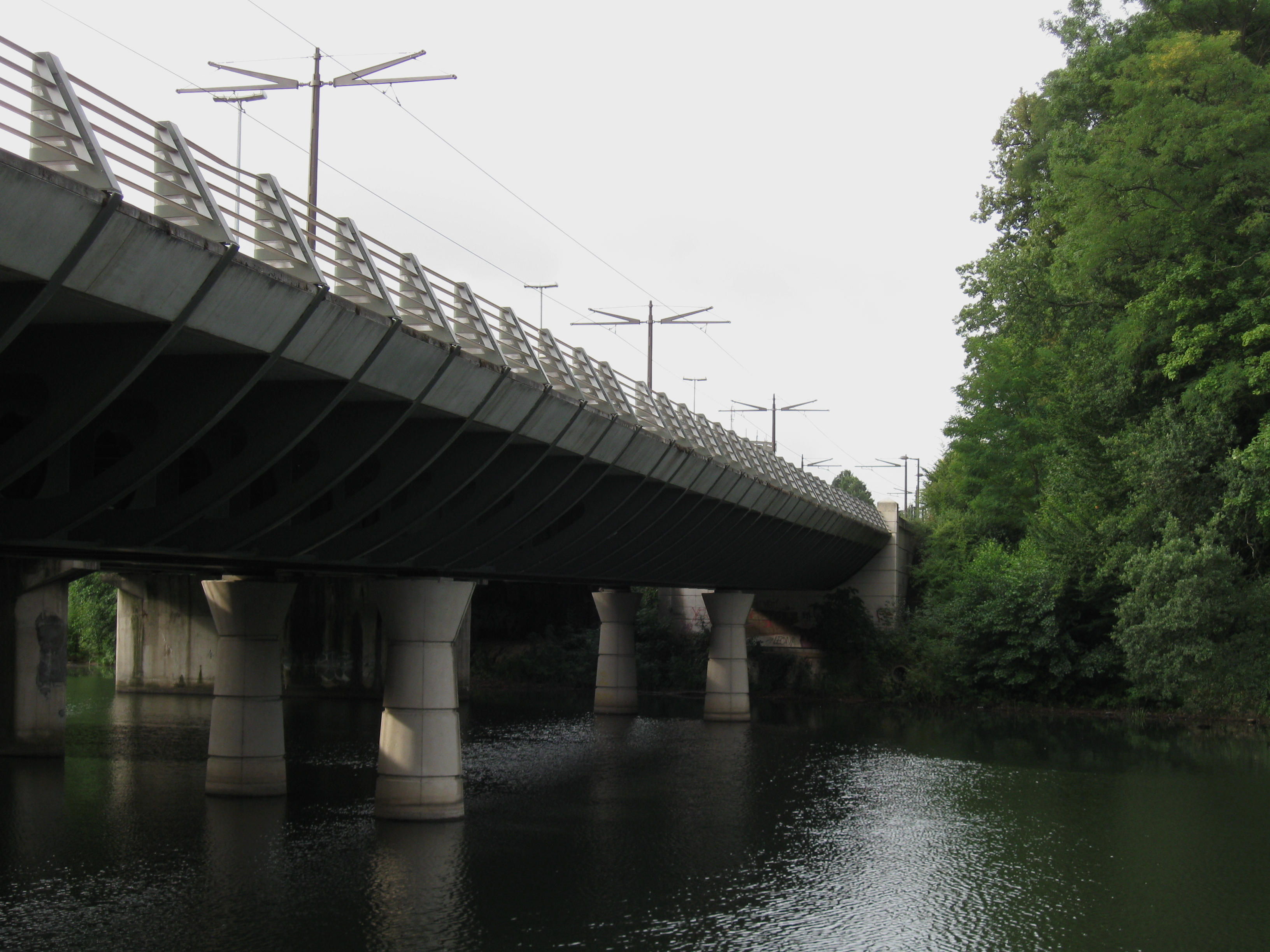
Le pont sur le Loiret construit pour permettre le passage de la ligne.

La ligne a nécessité la construction de plusieurs ouvrages d'art, en particulier pour franchir cours d'eau et emprises ferroviaires :
- Création d'un second pont de 80 m parallèle au pont de Joie ;
- Création d'un pont de 60 m au dessus des voies ferrées, au sud du précédent ;
- Le passage au niveau de la gare d'Orléans et de Place d'Arc, nécessitant de passer sous le plateau piétonnier ;
- Le réaménagement du pont George-V ;
- Construction d'un nouveau pont sur le Loiret ;
- Création d'une trémie sous la départementale 2020.

Le chantier a nécessité peu d'expropriations, essentiellement de terres agricoles et seulement six maisons démolies.
Un des principaux chantiers indirectement liés à la construction de la ligne est le pont de l'Europe à l'ouest d'Orléans, dont la construction a été planifiée de façon qu'il soit terminé avant la suppression de deux des quatre voies de circulation du pont George-V afin d'y laisser passer le tramway. Le pont est finalement inauguré le même jour que le tramway, le 20 novembre 2000.

### Liste des stations
|  |   |  | Station              | Lat/Long                    | Communes           | Correspondances                                                                                           |
|  | - |  | -------------------- | --------------------------- | ------------------ | --- |
|  | ■ |  | Jules Verne          | 47° 55′ 41″ N, 1° 55′ 30″ E | Fleury-les-Aubrais | • 21 44 62 RésaEst                                                                                        |
|  | • |  | Lamballe             | 47° 55′ 41″ N, 1° 55′ 10″ E | Fleury-les-Aubrais | 6 21 44                                                                                                   |
|  | • |  | Bustière             | 47° 55′ 45″ N, 1° 54′ 47″ E | Fleury-les-Aubrais | • 55 RésaEst                                                                                              |
|  | • |  | Gare des Aubrais     | 47° 55′ 35″ N, 1° 54′ 25″ E | Fleury-les-Aubrais | Intercités, Intercités de nuit, TER Centre-Val de Loire 11 12 21 44 TER-Bus                               |
|  | • |  | Libération           | 47° 55′ 11″ N, 1° 54′ 12″ E | Orléans            | Flixbus • 45 N CO                                                                                         |
|  | • |  | Coligny              | 47° 54′ 58″ N, 1° 54′ 01″ E | Orléans            | 1 4 5 N CO                                                                                                |
|  | • |  | Louis Braille        | 47° 54′ 40″ N, 1° 54′ 14″ E | Orléans            | CO |
|  | • |  | Gare d'Orléans       | 47° 54′ 24″ N, 1° 54′ 19″ E | Orléans            | Interloire, TER Centre-Val de Loire 1 2 3 4 5 6 7 11 25 40 41 42 43 44 45 O N IC CO TER-Bus Gare routière |
|  | • |  | République           | 47° 54′ 15″ N, 1° 54′ 16″ E | Orléans            | |
|  | • |  | De Gaulle            | 47° 54′ 05″ N, 1° 54′ 10″ E | Orléans            | Tram B O                                                                                                  |
|  | • |  | Royale-Châtelet      | 47° 53′ 56″ N, 1° 54′ 15″ E | Orléans            | L O N |
|  | • |  | Tourelles-Dauphine   | 47° 53′ 40″ N, 1° 54′ 16″ E | Orléans            | 16 N IC                                                                                                   |
|  | • |  | Saint-Marceau        | 47° 53′ 19″ N, 1° 54′ 19″ E | Orléans            | 22 N |
|  | • |  | Mouillère            | 47° 53′ 40″ N, 1° 54′ 16″ E | Orléans            | N |
|  | • |  | CO'Met               | 47° 52′ 27″ N, 1° 54′ 47″ E | Orléans            | |
|  | • |  | Zénith               | 47° 52′ 09″ N, 1° 54′ 44″ E | Orléans            | • 22 59 N                                                                                                 |
|  | • |  | Victor Hugo          | 47° 51′ 26″ N, 1° 54′ 18″ E | Olivet             | • 1 13 23 RésaOuest                                                                                       |
|  | • |  | Larry-Saint-Fiacre   | 47° 51′ 14″ N, 1° 54′ 35″ E | Olivet             | |
|  | • |  | Les Aulnaies         | 47° 50′ 47″ N, 1° 55′ 01″ E | Olivet             | • N |
|  | • |  | Lorette              | 47° 50′ 59″ N, 1° 55′ 31″ E | Olivet             | 1 |
|  | • |  | Université           | 47° 50′ 49″ N, 1° 55′ 54″ E | Orléans            | 1 40 |
|  | • |  | Parc Floral          | 47° 50′ 43″ N, 1° 56′ 10″ E | Orléans            | 40 |
|  | • |  | L'Indien             | 47° 50′ 23″ N, 1° 56′ 06″ E | Orléans            | 40 N |
|  | • |  | Chèques-Postaux      | 47° 50′ 10″ N, 1° 55′ 56″ E | Orléans            | 13 40 RésaSud                                                                                             |
|  | • |  | Bolière              | 47° 49′ 54″ N, 1° 55′ 44″ E | Orléans            | 40 RésaSud                                                                                                |
|  | • |  | Hôpital - Accueil    | 47° 49′ 55″ N, 1° 55′ 11″ E | Orléans            | 1 RésaSud                                                                                                 |
|  | ■ |  | Hôpital de la Source | 47° 50′ 15″ N, 1° 55′ 09″ E | Orléans            | |

### Aménagement des stations

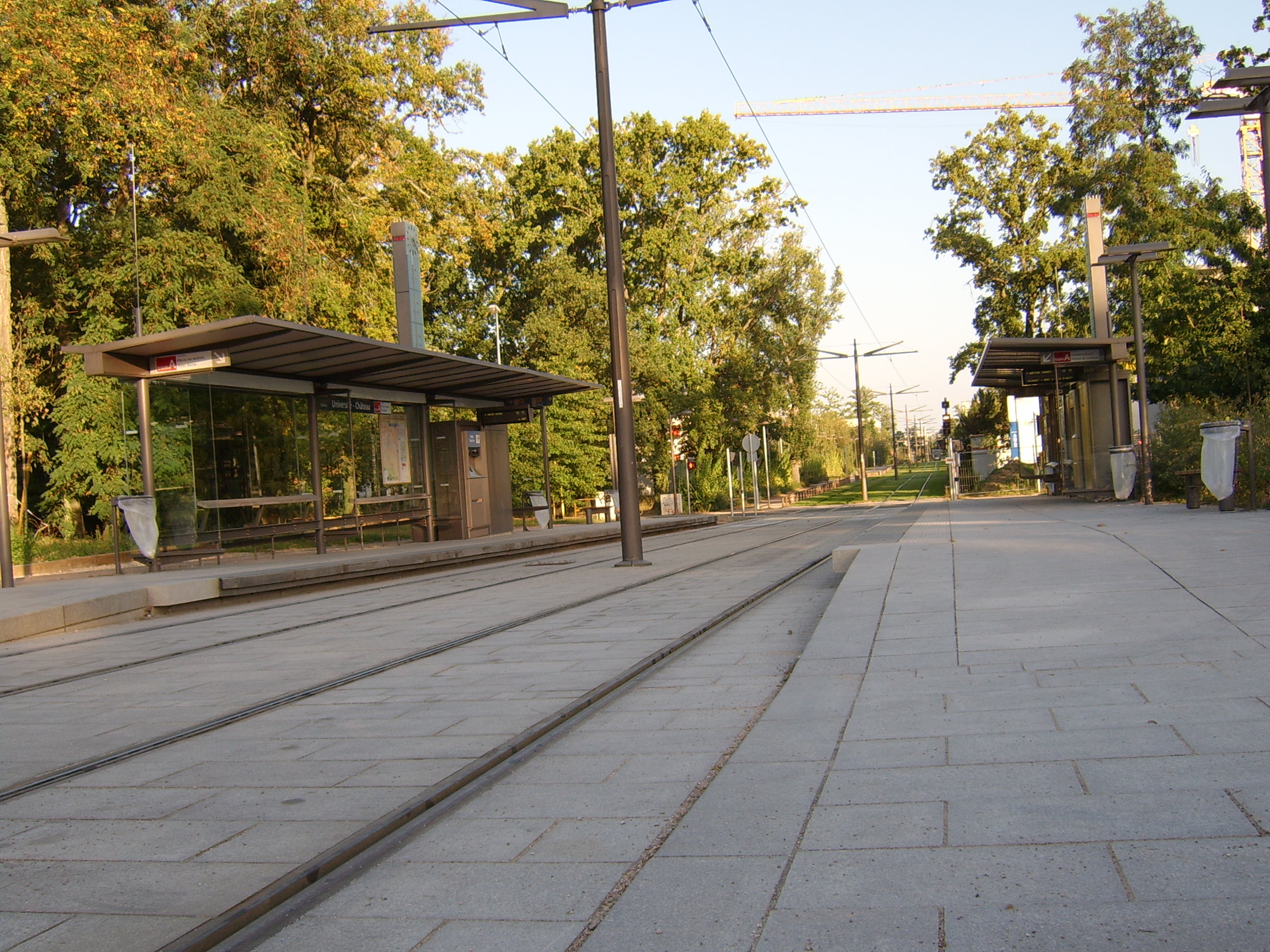
L’ancienne station Université-Chateau.

Toutes les stations sont équipées de bornes d'information aux voyageurs. Des distributeurs automatiques de titres de transport sont installés sur les quais des stations. Elles sont toutes accessibles aux personnes à mobilité réduite (PMR), y compris aux utilisateurs de fauteuil roulant. Elles possèdent des quais latéraux, placés de façon générale face à face sauf à République et De Gaulle où ils sont décalés, ou d'un unique quai central aux terminus ou selon la largeur de la voirie. La station Gare d'Orléans est quant à elle couverte par la dalle piétonne reliant la gare au sud du mail.
Le mobilier des 24 stations d'origine de la ligne est l’œuvre de Jean-Michel Wilmotte. Lors de sa reconstruction en 2010, la station De Gaulle a été dotée d'un mobilier spécifique, commun aux quais des deux lignes, conçu et posé par la société CMR. Les stations construites ultérieurement à partir de 2015 bénéficient du mobilier de la ligne B du tramway.
Toujours dans le cadre de la construction de la 2e ligne, les fusibles de quai en bois, essentiellement ceux placés en tête de quai, ont été déposés afin de dégager le gabarit pour les Citadis 302 plus larges. La nécessité de faire cohabiter deux matériels aux gabarits dynamiques en courbe différents provoque des lacunes allant jusqu'à 28 cm à la station De Gaulle. Afin de pallier cela, cinq combles lacunes rétractables sont installés en août 2012 afin de garantir l'accès aux rames pour les personnes à mobilité réduite. Non prévus au départ, ces équipements ajoutés par la suite ont valu à l'agglomération orléanaise d'être condamnée en 2016 à verser 1,2 million d'euros à SNC-Lavalin, chargé des aménagements de la 2e ligne, s'ajoutant au 1,1 million de l'équipement.
La station Royale-Châtelet compte une double particularité : la première, la station est en cuvette, c'est-à-dire que ce sont les voies qui descendent afin de former les quais ; la seconde est que les voyageurs attendent sous les arcades de la rue Royale, car les quais sont en fait les voies de circulation. À l'approche d'un tramway, des barrières et des feux routiers bloquent la circulation, transformant la rue en quais le temps que les voyageurs puissent monter ou descendre de la rame.
Le 4 septembre 2017, cinq stations changent de nom :
- Antigna devient Louis Braille ;
- Croix Saint-Marceau devient Saint-Marceau ;
- Université-Château devient Université ;
- Université-L'Indien devient L'Indien ;
- Université-Parc Floral devient Parc Floral.

Le 2 septembre 2019, la station Zénith - Parc des Expositions est renommée Zénith.

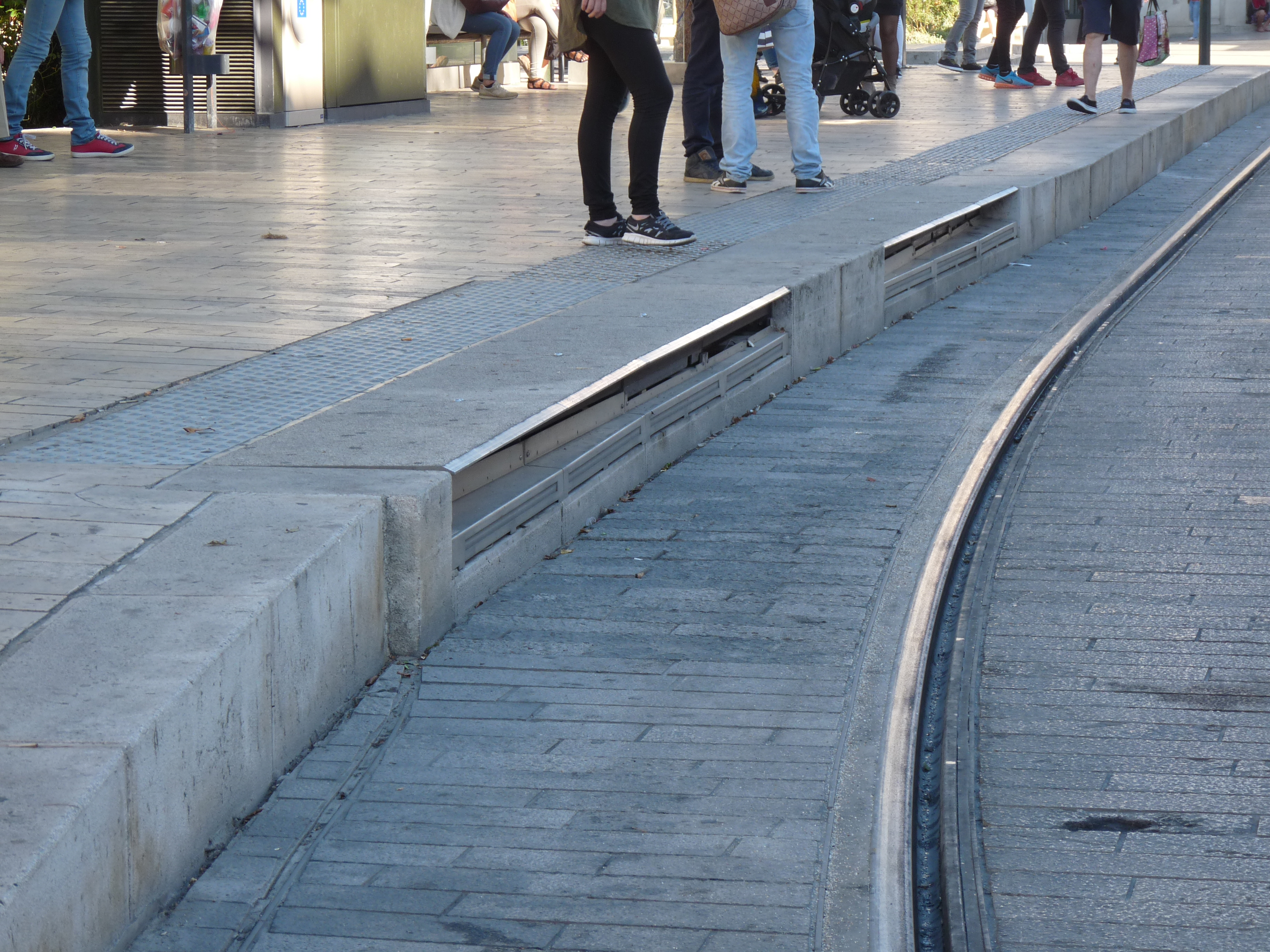
Combles-lacunes repliés en l'absence de rames...
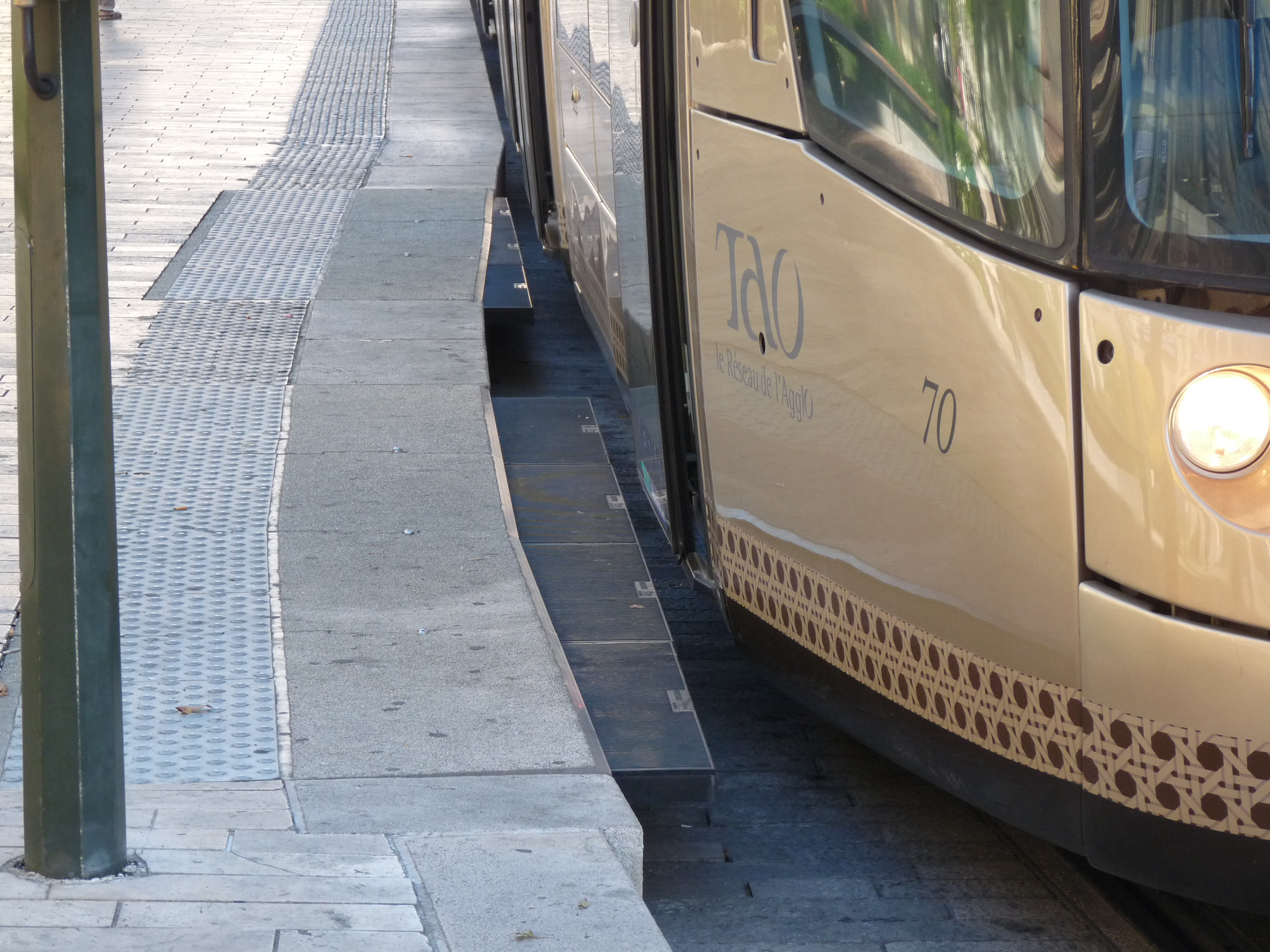
... et déployés si une rame est à quai.

## Exploitation de la ligne
La ligne A est une ligne du tramway d'Orléans exploitée par Keolis Métropole Orléans dans le cadre du réseau des transports de l'agglomération orléanaise. Elle fonctionne de 4 h 10 à 1 h 20 du lundi au samedi et de 4 h 55 à 1 h 10 les dimanches et fêtes. Les tramways relient Fleury-les-Aubrais - Jules Verne à Orléans-la-Source - Hôpital de la Source en 50 minutes environ.
Les rames circulent à la fréquence d'un passage toutes les cinq à huit minutes du lundi au vendredi, de sept à dix minutes le samedi et de 15 minutes les dimanches et fêtes entre 7 h et 19 h environ. La fréquence est de dix à trente minutes de 19 h à la fin du service.

### Matériel roulant

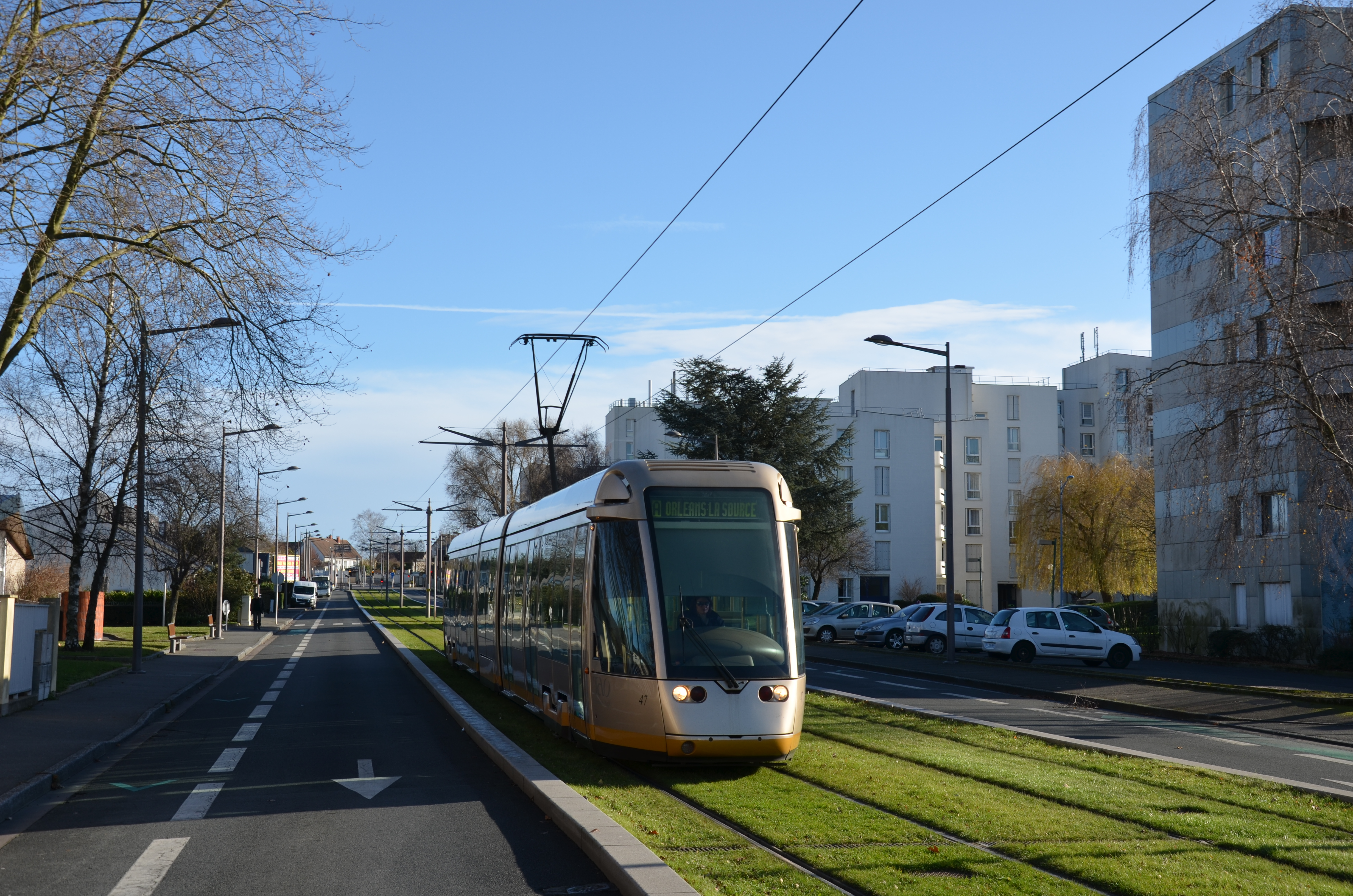
Un Citadis 301 entre les stations Jules Verne et Lamballe.

La ligne A est équipée initialement de vingt-deux rames Citadis 301, construites par Alstom. Longues de 30 mètres et larges de 2,32 mètres, choix dicté par la largeur du pont George-V, les rames permettent d'accueillir de 176 voyageurs. Elles bénéficient d'un plancher bas sur une grande partie de longueur (les deux tiers environ), l'espace situé au-dessus des bogies moteurs est accessible par une marche. Elles sont les seules Citadis 301 restantes au monde, les rames similaires roulant à Montpellier et Dublin ayant été rallongées pour devenir des Citadis 401 mesurant 40 m de long ; elles peuvent atteindre une vitesse maximale de 80 km/h.
La livraison des rames a eu lieu entre mars 2000 et janvier 2001. Chacune est baptisée du nom d'une des 22 communes d'Orléans Métropole et possèdent des portes-vélos ; la première rame est numérotée 39, en guise de clin d’œil à la dernière motrice de l'ancien tramway à avoir roulé, la 38. La livrée est constituée d'un gris beige baptisé « sable de Loire » et d'une bande de couleur ocre sur le bas de caisse. Depuis août 2010, quatre Citadis 302, initialement commandées pour la ligne B, viennent renforcer le parc de la ligne A aux heures de pointe ; en revanche, l'absence de l'alimentation par le sol sur les Citadis 301 interdit notamment leur usage sur la ligne B,.
| Numéro | Commune                    |
| ------ | -------------------------- |
| 39     | Combleux                   |
| 40     | Marigny-les-Usages         |
| 41     | Boigny-sur-Bionne          |
| 42     | Saint-Hilaire-Saint-Mesmin |
| 43     | Mardié                     |
| 44     | Semoy                      |
| 45     | Ormes                      |
| 46     | Saint-Cyr-en-Val           |
| 47     | Saint-Pryvé-Saint-Mesmin   |
| 48     | Chécy                      |
| 49     | Saint-Denis-en-Val         |
| 50     | Ingré                      |
| 51     | Saint-Jean-le-Blanc        |
| 52     | La Chapelle-Saint-Mesmin   |
| 53     | Saran                      |
| 54     | Saint-Jean-de-la-Ruelle    |
| 55     | Saint-Jean-de-Braye        |
| 56     | Olivet                     |
| 57     | Fleury-les-Aubrais         |
| 58     | Orléans                    |
| 59     | Bou                        |
| 60     | Chanteau                   |

### Conduite et signalisation

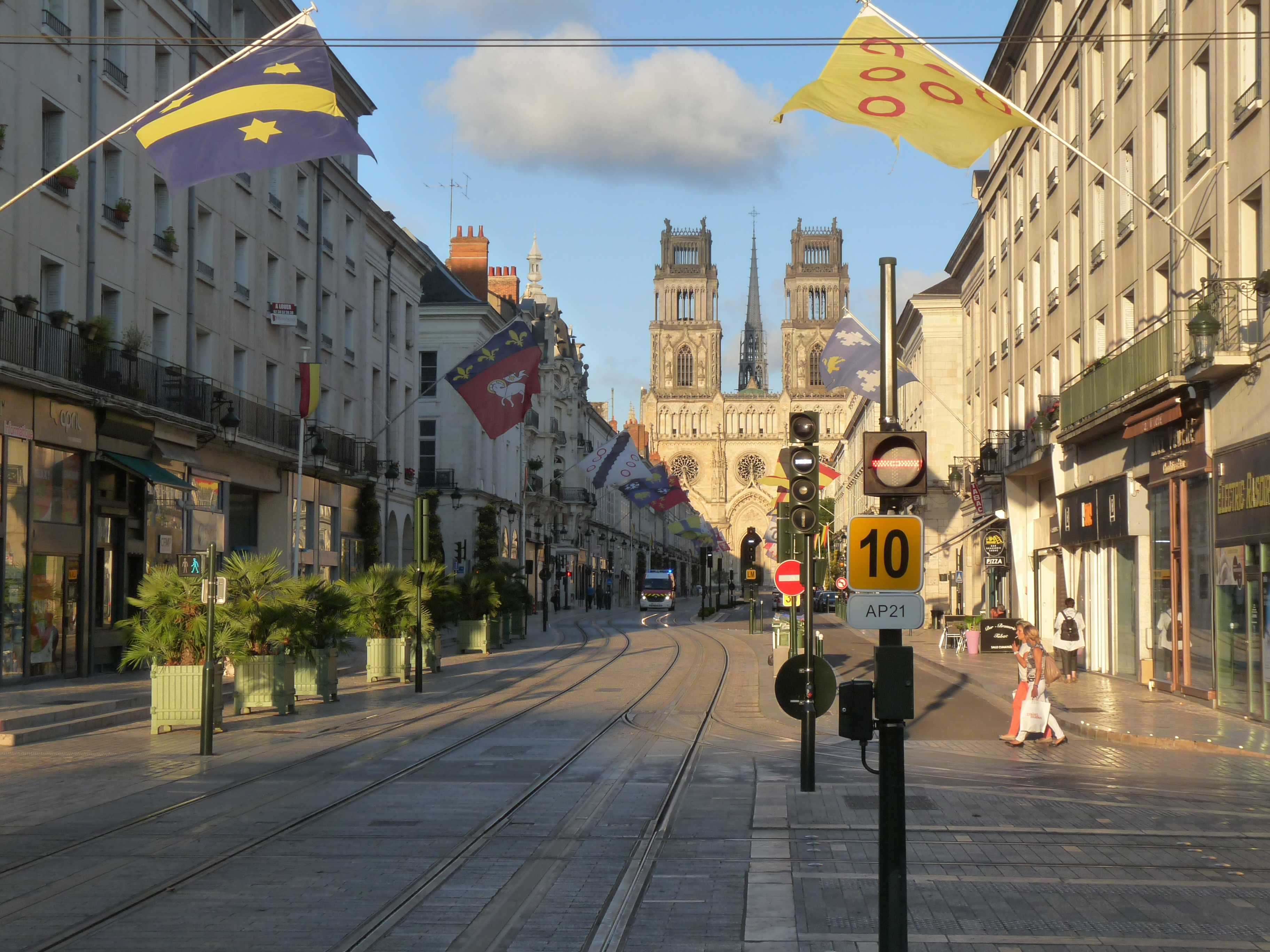
Signaux implantés rue Jeanne-d'Arc. Image d'illustration, la ligne A ne desservant pas cette rue.

La conduite sur la ligne se fait en « conduite à vue » : on ne trouve donc sur la ligne que des panneaux de limitation de vitesse, des signaux de protection d'itinéraires et des signaux protégeant le franchissement des carrefours. Pour ces derniers, la voirie est équipée de signaux tricolores classiques de type R11 tandis que la ligne est équipée de signaux de type R17 associés à la signalisation routière. Ces feux sont accompagnés d'une signalisation d'aide à l'exploitation, un triangle lumineux orange signalant la prise en charge de la demande de priorité au carrefour.
Les signaux de protection d'itinéraires ou signaux d'exploitation se situent avant les appareils de voies (aiguillages). Les panneaux de limitation de vitesse se présentent quant à eux comme des panneaux carrés avec des chiffres noirs sur fond jaune. Enfin, les indicateurs de coupure de courant sont implantés en amont de chaque secteur d'alimentation de la ligne aérienne de contact (LAC). Une croix grecque verte annonce une ligne électrique alimentée, les lettres CC rouges une ligne non alimentée.

### Remisage et entretien

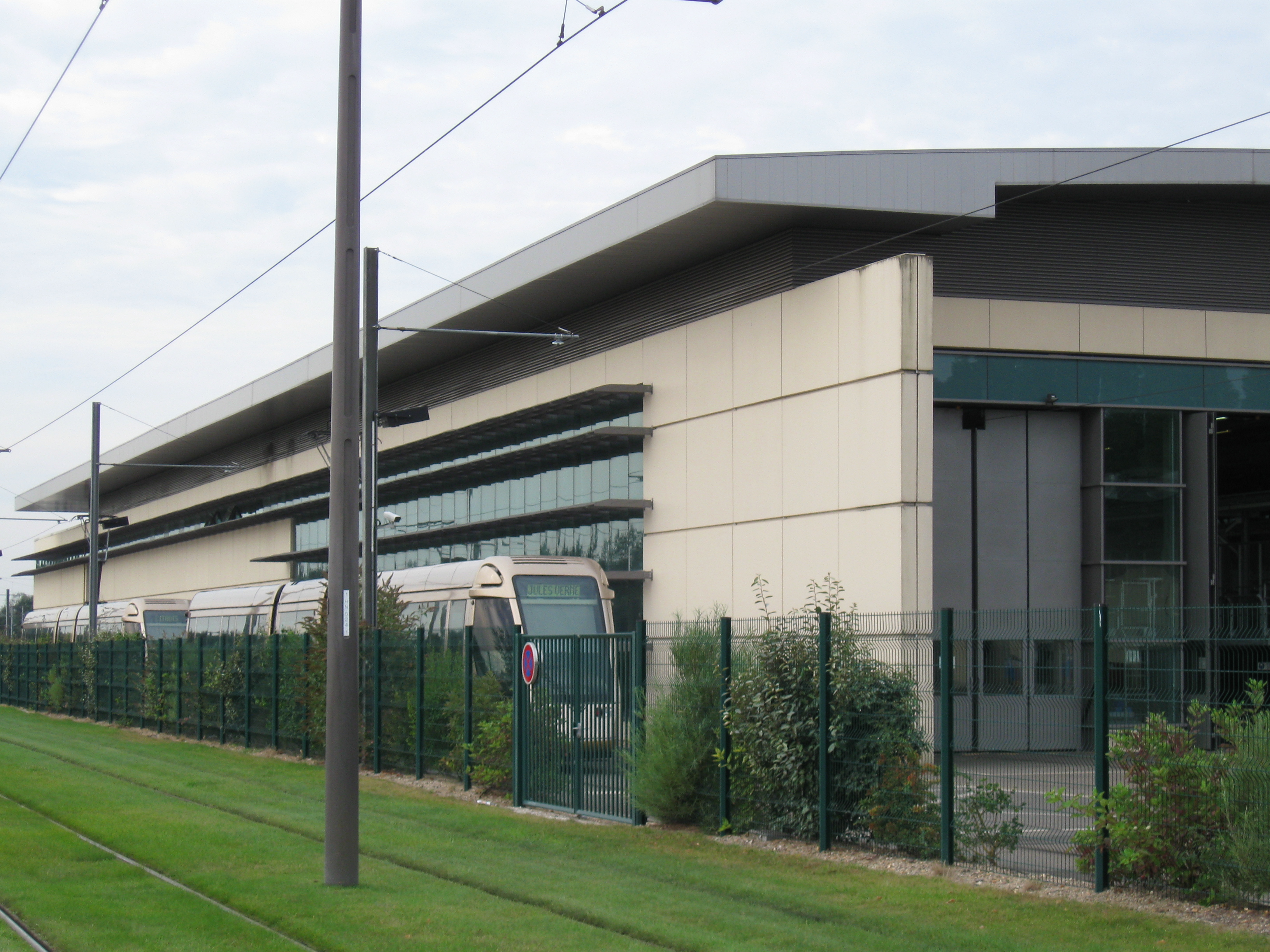
Le centre de maintenance situé à Orléans-La-Source.

Les rames de la ligne sont entretenues par le centre de maintenance des tramways (CdM) d'Orléans-la-Source. Il est relié à la ligne A, au nord au terminus Hôpital de la Source et au sud à la station Hôpital - Accueil, dans les deux cas par une voie unique. Le centre est placé sur une étroite bande de terrain entre le nouvel hôpital d'Orléans et la route départementale 2020. Il est l’œuvre du cabinet d'architecte orléanais L'Heudé et l'Heudé en collaboration avec Vaconsin-Gailledrat et aura coûté près de 15,24 millions d'euros.
Le CdM d'Orléans-la-Source sert de remisage aux vingt-deux rames de tramway de la ligne, sans compter les Citadis 302 pouvant être engagés en renfort mais remisés à Saint-Jean-de-Braye, ainsi que de centre de maintenance ; la maintenance lourde de toutes les rames du réseau y est effectué,. D'une superficie totale de 25 000 m2, il comprend un bâtiment principal de 5 000 m2 comprenant les ateliers et le service administratif, avec au total six voies permettant la maintenance, sur pilotis et avec passerelle d'accès à la toiture des rames, une voie est équipée de vérins mobiles pour réaliser les échanges de bogies et un tour en fosse permet les opérations d'inspection, de réparation ou encore le reprofilage (« réalésage ») des roues en fosse afin de limiter les risques pour la sécurité et les nuisances sonores. Le remisage des rames s'effectue sur un faisceau à ciel ouvert de huit voies de 120 mètres de long, placé au sud du site, pouvant accueillir 24 rames. Enfin, une station-service, placée au nord du bâtiment principal et dotée d'une machine à laver à rouleaux, permet par ailleurs d'effectuer les opérations de nettoyage extérieur et intérieur des rames ainsi que le remplissage de leurs sablières.

### Tarification et financement
La tarification est identique sur l'ensemble du réseau des transports de l'agglomération orléanaise ainsi que pour les trains intégrés dans l'offre « TER-Bus ». Un « Ticket 1 voyage » permet un trajet simple quelle que soit la distance avec une ou plusieurs correspondances pendant une durée maximale d'une heure entre la première et dernière validation.
Le financement du fonctionnement du réseau (entretien, matériel et charges de personnel) est assuré par l'exploitant Keolis Métropole Orléans. Cependant, les tarifs des billets et abonnements dont le montant est limité par décision politique ne couvrent pas les frais réels de transport. Le manque à gagner est compensé par l'autorité organisatrice, Orléans Métropole. Elle définit les conditions générales d'exploitation ainsi que la durée et la fréquence des services. L'équilibre financier du fonctionnement est assuré par une dotation globale annuelle à Keolis Métropole Orléans, notamment grâce au versement transport payé par les entreprises de plus de neuf salariés et aux contributions des collectivités publiques.

### Bus de substitution
En cas d'accident ou d'événement nécessitant d'interrompre tout ou partie de la ligne, des bus de substitution sont mis en place. Ces navettes sont désignées par l'appellation « Solution BIS » et suivent au plus près le tracé et les stations de la ligne, avec quelques exceptions notamment dans le centre historique que les bus contournent via les boulevards par l'ouest et la station Hôpital de la Source qui n'est pas desservie.

## Projets
En octobre 2017, Orléans Métropole étudie la mise en voie unique de la ligne sur le pont George-V afin, selon la ville, de sécuriser la circulation pour les cyclistes sans pour autant avoir à supprimer une voie pour les voitures. D'autres hypothèses comme l'ajout d'une piste cyclable en encorbellement ont aussi été évoquées. En mai 2018, à l'issue des études, la mairie abandonne cette idée de voie unique au profit de la construction de deux passerelles pour les piétons et vélos à proximité de l'ouvrage existant, pour un coût de 15 à 20 millions d'euros, et ce pour une livraison après 2020. Ce projet est lui aussi abandonné.

## Autour de la ligne A

### Rénovation urbaine
La construction de la ligne a vu de nombreux projets de rénovation urbaine fleurir le long de son tracé.
À Fleury-les-Aubrais, une zone d'aménagement concerté de 20 hectares a créé un centre-ville jusqu'alors inexistant ; la ville s'est doté d'un centre de loisir et de centaines de nouveaux logements en lien avec le tramway, ainsi que la restructuration du centre commercial place de Lamballe,. L'autre gros chantier de la commune fut la rénovation des abords de la gare des Aubrais qui constitue la seconde centralité de la commune et que le tramway dessert.
À Orléans, la gare a eu une première phase de rénovation à l'arrivée du tramway, en attendant sa reconstruction complète au cours des années 2000. Les places de Gaulle de la Croix-Saint-Marceau ont aussi été rénovées. Enfin, le tramway est un élément important de la restructuration du quartier d'Orléans-la-Source.
Enfin, à Olivet, et bien que le tramway ne desserve pas le centre-ville, il dessert le nouveau quartier du Larry, une zone d'aménagement concerté entièrement conçue en fonction du tramway.

### Démarche artistique
Tout au long de la ligne, huit œuvres d'art ont été implantées, pour une commande avoisinant 1,7 million d'euros.
Ces huit œuvres sont, du nord au sud :
- Le long portique en briques de Per Kirkeby, installé devant la gare des Aubrais ;
- La Colonne de Élisabeth Ballet, installée entre les stations Libération et Coligny ;
- Les deux maisons de Joel Shapiro, installée à proximité de la gare d'Orléans ;
- Les Trois Tempietto de Laurent Pariente, installée à proximité de la station CO'Met ;
- L'Aurore de Jan Vercruysse, installée entre les stations Victor Hugo et Zénith ;
- Le réservoir d'air de Vincent Prud'Homme, installé à la station Les Aulnaies ;
- La Chambre d'Amour de Jean-Marc Bustamante, installée à proximité de la station Parc Floral ;
- Pavillon aux poissons de Helmut Federle, installé à proximité de la station Bolière.

### Tourisme

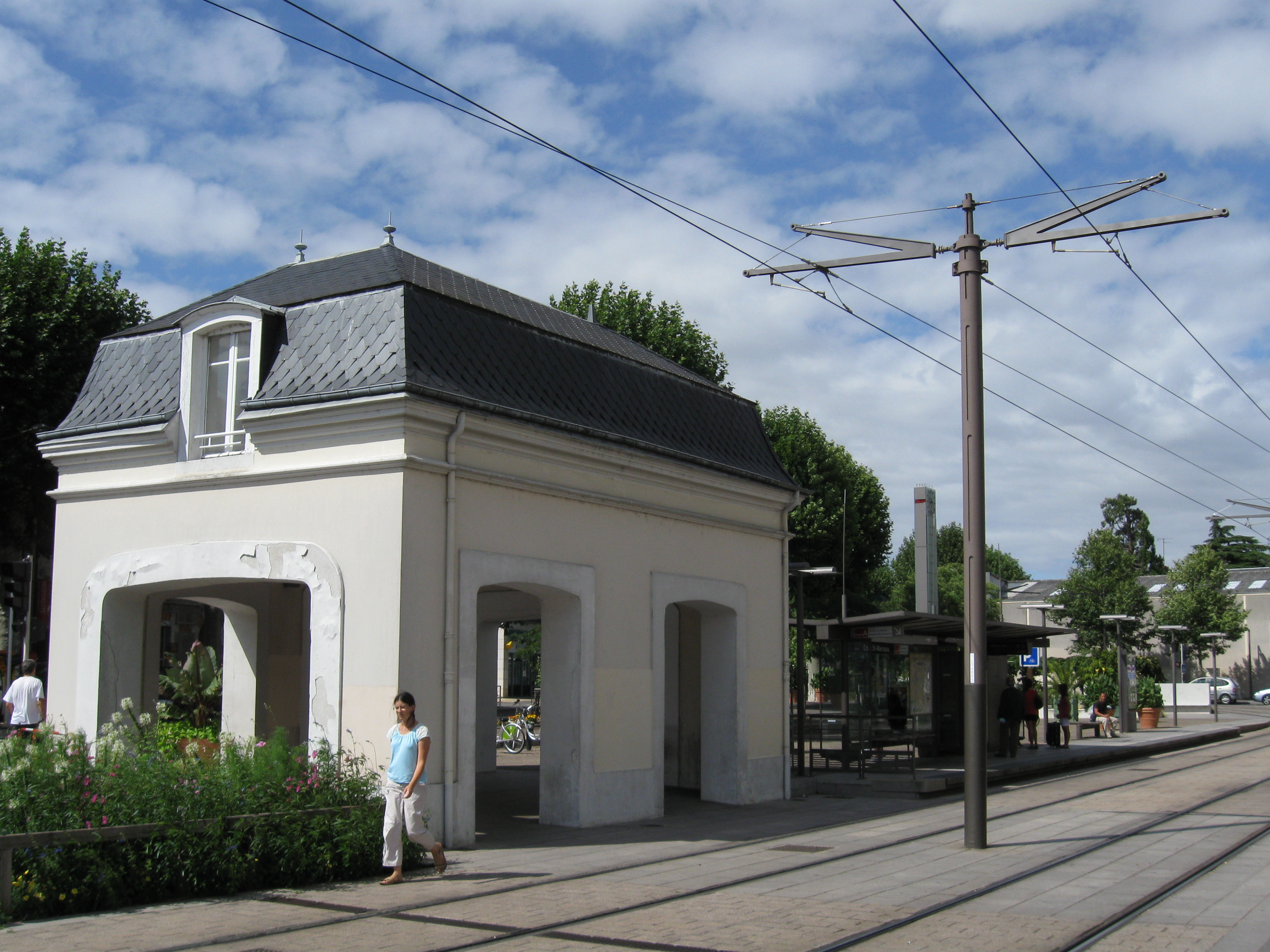
L'ancien pavillon d'octroi, à côté de la station Saint-Marceau.

La ligne A dessert, du nord au sud, les lieux d'attraction et monuments suivants :
- le centre-ville de Fleury-les-Aubrais ;
- la gare des Aubrais ;
- la cité administrative ;
- la gare d'Orléans et la gare routière attenante ;
- le centre commercial Place d'Arc ;
- le centre-ville historique, dont la rue de la République, la place du Martroi et la place De Gaulle ;
- la rue Royale ;
- le pont George-V et les bords de Loire ;
- le Zénith ;
- le Parc des expositions et des congrès et son futur successeur, le CO'Met ;
- le quartier d'Orléans-la-Source ;
- l'université d'Orléans ;
- le stade de la Source, à proximité ;
- le parc Floral de la Source ;
- le Nouvel hôpital d'Orléans, intégré au CHR d'Orléans.